# San Giovanni del Dosso
San Giovanni del Dosso ist eine norditalienische Gemeinde (comune) mit 1254 Einwohnern (Stand 31. Dezember 2023) in der Provinz Mantua in der Lombardei. Die Gemeinde liegt etwa 30 Kilometer südöstlich von Mantua und grenzt unmittelbar an die Provinz Modena (Emilia-Romagna).